# Ciolpani
Ciolpani est une commune du județ d'Ilfov, au sud-est de la Roumanie.

## Démographie
Lors du recensement de 2011, 94,53 % de la population de Ciolpani s'identifient comme Roumains, alors que 1,14 % de la population appartient à une autre communauté et 4,32 % refusent de répondre à la question.
Lors de ce même recensement, 94,94 % de la population déclarent appartenir à l'Église orthodoxe roumaine et 0,72 % à une autre confession, alors 4,32 % refusent de répondre à la question.

## Politique
| Parti | Parti                        | Conseillers |
| ----- | ---------------------------- | ----------- |
|       | Parti national libéral (PNL) | 11          |
|       | Parti social-démocrate (PSD) | 2           |
|       | Pro Romania (PRO)            | 1           |
|       | Indépendant                  | 1           |